# Belgische kampioenschappen indoor atletiek 2006
In 2006 werden de Belgische kampioenschappen indoor atletiek Alle Categorieën gehouden op zondag 19 februari in Gent.

## Uitslagen

### 60 m
| rang   | atleet                    | prestatie |
| ------ | ------------------------- | --------- |
| Goud   | Anthony Ferro             | 6,69 s    |
| Zilver | Erik Wijmeersch           | 6,80 s    |
| Brons  | Nathan Bongelo Bongelemba | 6,86 s    |

| rang   | atlete          | prestatie |
| ------ | --------------- | --------- |
| Goud   | Frauke Penen    | 7,43 s    |
| Zilver | Elisabeth Davin | 7,51 s    |
| Brons  | Olivia Borlée   | 7,54 s    |

### 200 m
| rang   | atleet           | prestatie |
| ------ | ---------------- | --------- |
| Goud   | Jonathan Borlée  | 21,43 s   |
| Zilver | Matthieu Schoeps | 21,71 s   |
| Brons  | Bart Helskens    | 22,14 s   |

| rang   | atlete        | prestatie |
| ------ | ------------- | --------- |
| Goud   | Olivia Borlée | 23,82 s   |
| Zilver | Hanna Mariën  | 24,34 s   |
| Brons  | Siska Thys    | 24,42 s   |

### 400 m
| rang   | atleet                | prestatie |
| ------ | --------------------- | --------- |
| Goud   | Kevin Borlée          | 46,87 s   |
| Zilver | Cédric Van Branteghem | 46,93 s   |
| Brons  | Nils Duerinck         | 47,63 s   |

| rang   | atlete            | prestatie |
| ------ | ----------------- | --------- |
| Goud   | Stefanie De Prins | 56,20 s   |
| Zilver | Ellen Cochuyt     | 56,90 s   |
| Brons  | Sylvie Desmet     | 56,94 s   |

### 800 m
| rang   | atleet            | prestatie |
| ------ | ----------------- | --------- |
| Goud   | Matthias Rosseeuw | 1.49,66   |
| Zilver | Joeri Jansen      | 1.50,18   |
| Brons  | Jelle Duym        | 1.52,81   |

| rang   | atlete              | prestatie |
| ------ | ------------------- | --------- |
| Goud   | Nicole Buytaert     | 2.14,86   |
| Zilver | Mariska Parewyck    | 2.16,94   |
| Brons  | Hannelore Bellemans | 2.17,23   |

### 1500 m
| rang   | atleet            | prestatie |
| ------ | ----------------- | --------- |
| Goud   | Matthieu Vandiest | 3.48,28   |
| Zilver | Tom Omey          | 3.49,05   |
| Brons  | Ricardo Longerich | 3.58,61   |

| rang   | atlete                    | prestatie |
| ------ | ------------------------- | --------- |
| Goud   | Sylvie Ameloot            | 4.32,24   |
| Zilver | Corinne Debaets           | 4.34,14   |
| Brons  | Melissa Van den Driessche | 4.39,23   |

### 3000 m
| rang   | atleet            | prestatie |
| ------ | ----------------- | --------- |
| Goud   | David Stevens     | 8.25,15   |
| Zilver | Frederic Desmedt  | 8.26,25   |
| Brons  | Sebastien Dewitte | 8.27,90   |

### 60 m horden
| rang   | atleet             | prestatie |
| ------ | ------------------ | --------- |
| Goud   | Jonathan N'Senga   | 7,74 s    |
| Zilver | Adrien Deghelt     | 7,79 s    |
| Brons  | Damien Broothaerts | 8,07 s    |

| rang   | atlete              | prestatie |
| ------ | ------------------- | --------- |
| Goud   | Eline Berings       | 8,17 s    |
| Zilver | Stephanie Bourgeois | 8,51 s    |
| Brons  | Sara Aerts          | 8,61 s    |

### Verspringen
| rang   | atleet          | prestatie |
| ------ | --------------- | --------- |
| Goud   | Gert Messiaen   | 7,59 m    |
| Zilver | Jan Guns        | 7,36 m    |
| Brons  | Hans Van Alphen | 7,34 m    |

| rang   | atlete                | prestatie   |
| ------ | --------------------- | ----------- |
| Goud   | Tia Hellebaut         | 6,36 m (NR) |
| Zilver | Sofie Debaere         | 5,92 m      |
| Brons  | Jessica Van de Steene | 5,81 m      |

### Hink-stap-springen
| rang   | atleet              | prestatie |
| ------ | ------------------- | --------- |
| Goud   | Gert Brijs          | 14,33 m   |
| Zilver | Corentin Debailleul | 14,25 m   |
| Brons  | Eric Herman         | 13,93 m   |

| rang   | atlete              | prestatie |
| ------ | ------------------- | --------- |
| Goud   | Jolien Van Brempt   | 12,05 m   |
| Zilver | Tatiana Zinga Botao | 11,96 m   |
| Brons  | Nele Mommen         | 11,78 m   |

### Hoogspringen
| rang   | atleet                | prestatie |
| ------ | --------------------- | --------- |
| Goud   | Timothy Hubert        | 2,07 m    |
| Zilver | Bart Van Deursen      | 2,07 m    |
| Brons  | Bruno Carton Delcourt | 1,95 m    |

| rang   | atlete             | prestatie |
| ------ | ------------------ | --------- |
| Goud   | Tia Hellebaut      | 1,92 m    |
| Zilver | Liesbeth Sebrechts | 1,71 m    |
| Brons  | Tania Reisch       | 1,65 m    |

### Polsstokhoogspringen
| rang   | atleet         | prestatie |
| ------ | -------------- | --------- |
| Goud   | Joffray Baune  | 5,00 m    |
| Zilver | Benoit Simonet | 4,80 m    |
| Brons  | Wim Verelst    | 4,80 m    |

| rang   | atlete                | prestatie |
| ------ | --------------------- | --------- |
| Goud   | Karen Pollefeyt       | 3,75 m    |
| Zilver | Carolien Van Osselaer | 3,20 m    |
| Brons  | Anne Lise Richard     | 3,20 m    |

### Kogelstoten
| rang   | atleet          | prestatie |
| ------ | --------------- | --------- |
| Goud   | Wim Blondeel    | 17,88 m   |
| Zilver | Filip Eeckhout  | 16,92 m   |
| Brons  | Alain Guillaume | 15,61 m   |

| rang   | atlete               | prestatie |
| ------ | -------------------- | --------- |
| Goud   | Veerle Blondeel      | 15,31 m   |
| Zilver | Catherine Timmermans | 13,99 m   |
| Brons  | Annelies Peetroons   | 13,68 m   |

1985 ·
1986 ·
1987 ·
1988 ·
1989 ·
1990 ·
1991 ·
1992 ·
1993 .
1994 ·
1995 .
1996 ·
1997 ·
1998 .
1999 ·
2000 .
2001 · 
2002 · 
2003 · 
2004 · 
2005 · 
2006 · 
2007 · 
2008 · 
2009 · 
2010 · 
2011 · 
2012 · 
2013 · 
2014 ·
2015 ·
2016 ·
2017 ·
2018 ·
2019 ·
2020 ·
2021 ·
2022 ·
2023 ·
2024 ·
2025